# Strömsund (comuna)
Strömsund (em sueco: Strömsunds kommun) ou Estromsúndia[a] é uma comuna sueca localizada no condado de Jämtland. Sua capital é a cidade de Strömsund. Tem 10 465 quilômetros quadrados e segundo censo de 2018, havia 11 703 habitantes.
É desde 2010 uma ”zona administrativa de língua lapónica” (Förvaltningsområdet för samiska språket), onde existem direitos linguísticos reforçados para a minoria étnica dos lapões. 